# NGC 5653
NGC 5653 est une galaxie spirale située dans la constellation du Bouvier. Sa vitesse par rapport au fond diffus cosmologique est de 3 748 ± 13 km/s, ce qui correspond à une distance de Hubble de 55,3 ± 3,9 Mpc (∼180 millions d'al). NGC 5653 a été découverte par l'astronome germano-britannique William Herschel en 1785. Cette galaxie a aussi été observée par l'astronome américain Truman Safford le 11 mai 1866 et elle a été inscrite à l'Index Catalogue sous la cote IC 1026.
NGC 5653 présente une large raie HI et c'est une galaxie lumineuse dans l'infrarouge (LIRG). La luminosité de NGC 5653 dans l'infrarouge lointain (de 40 à 400 µm)  est égale à 8,91 × 1010 {\displaystyle L_{\odot }} (1010,95{\displaystyle L_{\odot }}) et sa luminosité totale dans l'infrarouge (de 8 à 1 000 µm) est de 1,15 × 1011 {\displaystyle L_{\odot }} (1011,06{\displaystyle L_{\odot }}). Selon la base de données Simbad, NGC 5653 renferme également des régions d'hydrogène ionisé.
À ce jour, neuf mesures non basées sur le décalage vers le rouge (redshift) donnent une distance de 51,789 ± 3,931 Mpc (∼169 millions d'al), ce qui est à l'intérieur des valeurs de la distance de Hubble. 

## Groupe de NGC 5653
NGC 5653 est la principale galaxie d'un groupe de galaxies qui porte son nom. Le groupe de NGC 5653 compte au moins 15 membres. Les autres galaxies du groupe sont NGC 5629, NGC 5635, NGC 5639, NGC 5641, NGC 5642, NGC 5657, NGC 5659, NGC 5672, NGC 5709 (= NGC 5703), NGC 5735, IC 4397, UGC 9253, UGC 9268 et UGC 9302.